# Przezroczkowate
Przezroczkowate lub przeźroczkowate (Ambassidae) – rodzina ryb okoniokształtnych (Perciformes).

## Zasięg występowania
Większość gatunków żyje w słodkich i słonawych wodach tropikalnych, od wschodniej Afryki po wyspy na Oceanie Spokojnym. Tylko nieliczne są spotykane w morzach.

## Cechy charakterystyczne
Ciało krótkie, wysokie, bocznie silnie spłaszczone, prawie przezroczyste. Dwie płetwy grzbietowe zwykle połączone ze sobą.

## Klasyfikacja
Rodzaje zaliczane do tej rodziny:
Ambassis — Chanda — Denariusa — Gymnochanda — Paradoxodacna — Parambassis — Pseudambassis — Tetracentrum